# Klazienaveen-Noord

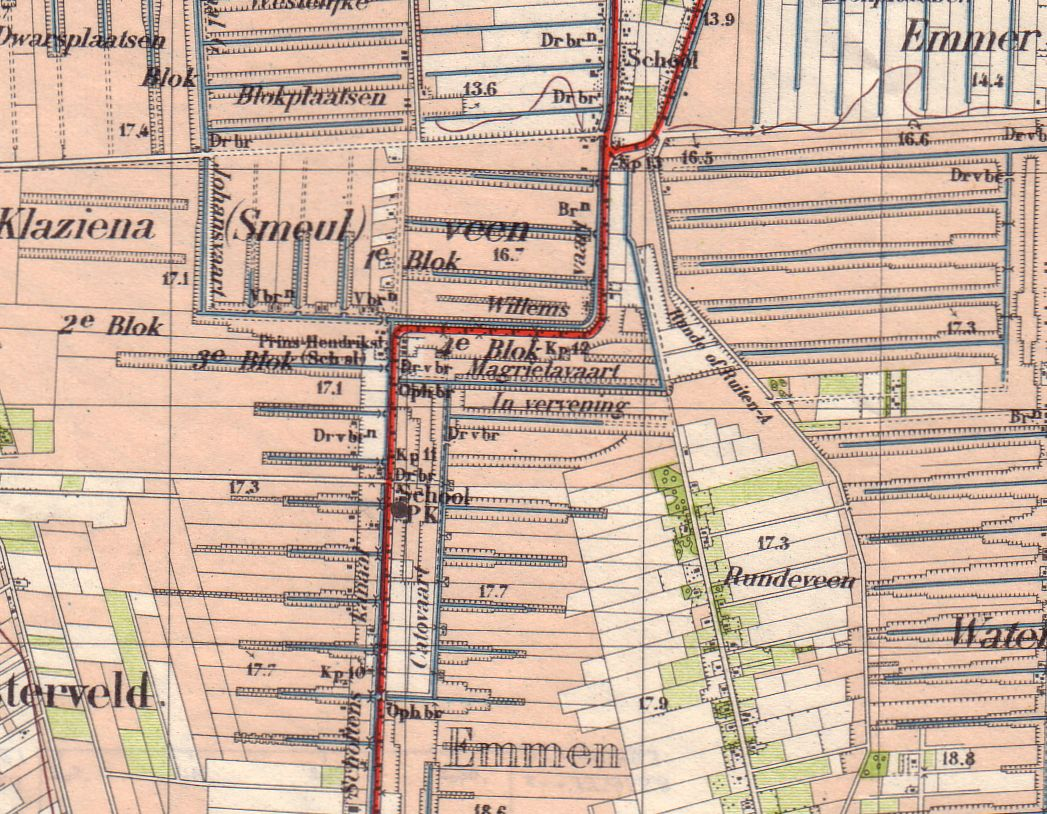
Klazienaveen-Noord op de topografische kaart van 1935

Klazienaveen-Noord is een dorp in de Nederlandse provincie Drenthe, gemeente Emmen, In het gebied genaamd De Blokken. Het had anno 2023 227 inwoners. Het dorp is ontstaan langs het Scholtenskanaal en heette aanvankelijk Smeulveen, naar de naam van de veengronden ter plaatse.
De familie Scholten (erfgenamen van W.A. Scholten) was de eigenaar van de veengronden en was de belangrijkste verveender. Ze richtte hiervoor de Maatschappij Klazienaveen op.
Het lag in de bedoeling dat Klazienveen-Noord de kern van het dorp zou worden. De gronden ten zuiden van het Van Echtenskanaal werden door Van Echtens voor een lagere prijs aangeboden dan Scholten deed, De middenstand vestigde zich daardoor op die plek en ontstond daar de kern van het dorp.
De Veenkerk of Kerkie van De Weerd van evangelisatievereniging Immanuël dateert uit 1922. In 1902 werd hier al een houten kerk op initiatief van Willem Braak-Hekke, evangelist te Emmer-Compascuum gebouwd die door de firma Scholten grotendeels gefinancierd werd. In 1904 werd Willem de Weerd hier evangelist voor Bond voor Evangelisatiën. Deze bond was verbonden met de Nederlandse Hervormde Kerk. In 1916 schreef hij het boek De "domeneer" van turfland over zijn werk in Klazienaveen-Noord en omgeving. Met de inkomsten verkregen met behulp van dit boek (door hem de papieren collectant genoemd) werden de bouwmaterialen betaald en de firma Scholten schonk de grond en betaalde de bouw van de stenen kerk in 1922.
In het kerk kwam aanvankelijk een historisch orgel te staan uit 1794 uit Ee. In 1951 werd dit orgel vervangen door een nieuw orgel gebouwd door Van Vulpen. Het oude orgel verhuisde naar Burgh-Haamstede.
In 1985 voorzag een nieuwe uitgave van dit boek voor fondsen voor de restauratie van de kerk.
De vervening in dit gebied is grotendeels uitgevoerd door de Maatschappij Klazienaveen van de familie Scholten, die nog steeds gevestigd is in dit dorp. Zij vervaardigde hier turfstrooisel en potgrond met behulp van veen. De vervening is in de omgeving van dit dorp beëindigd in 1986 en het veen wordt uit Duitsland gehaald. Op het moment bezit de maatschappij Klazienaveen een grootlandbouwbedrijf met plusminus 1100 ha grond.
Klazienaveen-Noord kreeg in 1907 een stoomtramverbinding doordat de DSM haar lijn van Klazienaveen naar Ter Apel doortrok. In 1940 werd deze verbinding opgeheven.
Op 1 januari 2008 kreeg Klazienaveen-Noord zijn eigen postcode 7889 en viel het postaal niet langer onder Barger-Compascuum.
De plaatselijke voetbalclub is VEV.